# BHG Group
BHG Group (tidligere Bygghemma Group) er en svensk e-handelsvirksomhed, som sælger boligindretning og byggematerialer. I koncernen indgår over 100 e-handels-sites og over 70 butikker og showrooms, der i blandt Bygghemma, Nordic Nest, Taloon, Trademax, Furniturebox og LampGallerian. BHG Group driver forretning i Sverige,  Finland, Danmark og Norge. BHG Groups hovedkonter er i Malmö.